# Ōtoyo
Ōtoyo (jap. 大豊町 Ōtoyo-chō) – miasto w Japonii, na wyspie Sikoku, w prefekturze Kōchi. Według danych na rok 2020 miejscowość zamieszkiwało 3 252 mieszkańców , a gęstość zaludnienia wyniosła 10,3 os./km².